# Бальвано
Бальвано (итал. Balvano) — коммуна в Италии, расположена в регионе Базиликата, подчиняется административному центру Потенца.
Население составляет 2007 человек, плотность населения составляет 49 чел./км². Занимает площадь 41 км². Почтовый индекс — 85050. Телефонный код — 0971.